# Werner Lihsa
Werner Lihsa (3 giugno 1943) è un ex calciatore tedesco orientale, dal 1990 tedesco, di ruolo portiere.